# グリークラブアルバム NEXT
『グリークラブアルバム NEXT』（グリークラブアルバム ネクスト）とは、合唱指揮者の広瀬康夫・伊東恵司・山脇卓也編により2017年に刊行されたグリークラブ（男声合唱団）愛唱曲の楽譜集。
2016年に『グリークラブアルバム CLASSIC』を編集・刊行した広瀬たちによる新たな楽譜集で、「30年後にも3世代で愛唱できるアルバムを」というコンセプトをもとにしている。

## 概要
『グリークラブアルバム CLASSIC』が、従来の『グリークラブアルバム』（第1集 - 第3集）から真に定番と言える作品を選び抜いて1冊にまとめた楽譜集であるのに対し、『グリークラブアルバム NEXT』はさらに「30年後にも3世代で歌える愛唱曲集」をテーマとして、「秋のピエロ」のような古典から個々の合唱団秘蔵の未出版の曲まで幅広く編纂され、新たな時代の男声合唱のエッセンスと言える全19曲を収録された楽譜集である。

## 収載曲
- 酒頌

作曲：上田真樹
作詞：W.B.イェーツ
訳詩：林望
- こころようたえ

作曲：信長貴富
作詞：一倉 宏
- オン ザ ロード

作曲：信長貴富
作詞：和合亮一
- うつくしいもの

作曲：松下 耕
作詞：八木重吉
- 鴎

作曲：木下牧子
作詞：三好達治
- 祝福

作曲：木下牧子
作詞：池澤夏樹
- ここから始まる

作曲：北川 昇
作詞：みなづきみのり
- 壁きえた

作曲：新実徳英
作詞：谷川 雁
- いまはそのとき

作曲：新実徳英
作詞：川崎 洋
- 秋のピエロ[注 1]

作曲：清水 脩
作詞：堀口大學
- 来なさい重荷を負うもの

作曲・作詞：高田三郎
- 帆船の子

作曲：多田武彦
作詞：丸山 薫
- 引き念佛[注 2]

作曲・作詞：間宮芳生
- たいしめ（鯛締）[注 3]

作曲：三木 稔
- だんじゅかりゆし

作曲：瑞慶覧尚子
沖縄県民謡
- 五木の子守唄

熊本県民謡
編曲：福永陽一郎
- 八木節

作詞：松下耕
- なごり雪

作曲・作詞：伊勢正三
編曲：宇田川安明
- 語らいの途中

作曲：C.モンテヴェルディ
作詞：みなづきみのり
編曲：千原英喜

## 書誌情報
グリークラブアルバム NEXT
出版社：河合楽器製作所・出版事業部（カワイ出版）
出版年月日：2017年5月1日
編：広瀬康夫・伊東恵司・山脇卓也